# Mumija (film, 1999)
Mumija (izviren angleški naslov: The Mummy) je ameriška akcijsko-pustolovsko-fantazijska grozljivka iz leta 1999, delo režiserja in scenarista Stephena Sommersa. V filmu igrajo Brendan Fraser, Rachel Weisz, John Hannah in Kevin J. O'Connor z Arnoldm Vosloom, ki igra vlogo oživljene mumije. Film je remake istoimenskega filma iz leta 1932, v katerem je vlogo mumije odigral Boris Karloff. Zgodba govori o Ricku O'Connellu, vojaku Francoske tujske legije, ki z arheologinjo in njenim bratom odpotuje v mesto mrtvih, Hamunaptro, kjer ponesreči zbudi 3000 let starega visokega svečenika faraona Setija I, Imhotepa. Rick, Evie in Jonathan morajo tako najti način, da mumijo ubijejo preden slednja uniči svet.
Snemanje se je začelo 4. maja 1998 v Marakešu, v Maroku in je trajalo sedemnajst tednov. Filmska ekipa se je morala soočati z dehidracijo, s peščenimi nevihtami in kačami med snemanjem v Sahari. Vizualne efekte je omogočilo podjetje Industrial Light & Magic, ki je računalniško ustvarilo mumijo. Glasbo za film je ustvaril Jerry Goldsmith.

## Vsebina
V Tebah v starem Egiptu, leta 1290 pr. n. št., je imel visok svečenik Imhotep razmerje z ženo faraona Setija I, Anck-su-Namun. Ko ju faraon odkrije, ga zaljubljenca ubijeta. Imhotep nato pobegne, Anck-su-Namun pa se ubije, da jo bo Imhotepp lahko nato oživil. Imhotep in njegovi svečeniki ukradejo njeno truplo in ga odpeljejo v Hamunaptro, mesto mrtvih, vendar preden Imhotep zaključi obred, mu to prepreči faraonova osebna straža Medjaji. Medtem, ko Imothepove svečenike žive mumificirajo, njega obsodijo na Hom Dai, najhujše egipčansko prekletstvo, zato ga živega pokopljejo skupaj z mesojedimi skarabeji. Imothepov sarkofag pokopljejo pod nogami kipa Anubisa, ki ga Medjaji ves čas stražijo, da bi preprečili njegovo vrnitev.
Leta 1926 Jonathan Carnahan, prinese svoji sestri Evelyn, ki dela kot knjižničarka v Kairu in je zagreta egiptologinja, majhno škatlico in zemljevid, ki vodi do Hamunaptre. Izkaže se, da jo je Jonathan ukradel ameriškemu pustolovcu Ricku O'Connellu, ki je odkril Hamunaptro, medtem ko je bil v Francoski tujski legiji. Rick se dogovori z Evelyn, da jih bo vodil do mesta, če ga reši iz zapora.
Rick vodi Evelyn in njeno odpravo v mesto in med potjo srečajo ameriške lovce na zaklade, katere vodi Rickov bivši soborec Beni Gabor. Obe odpravi v mestu napadejo Medjaji, katere vodi bojevnik z imenom Ardeth Bay. Kljub temu, da jih Ardeth Bay opozori naj odidejo, odpravi še naprej raziskujeta. Evelyn išče slavno knjigo Amona Raja, ki je iz čistega zlata. Čeprav ne najdejo knjige, Rick in Jonathan pod nogami kipa Anubisa, odkrijeta pokopanega Imhotepa. Medtem ameriška odprava odkrije črno knjigo mrtvih, skupaj s posodami, kjer so Anck-su-Namunini organi. 
Ponoči Evelyn ukrade knjigo mrtvih in jo začne glasno brati, s čimer nehote prebudi Imhotepa. Ob tem se na Egipt ponovno zgrne deset egiptovskih nadlog, Imhotep pa napade člana ameriške odprave Burnsa in mu vzame oči in jezik. Z njim se sreča tudi Beni, ki mu obljubi služenje v zameno za plačilo v zlatu. Odpravi se zaradi tega vrneta v Kairo, vendar jim Imhotep sledi. Tam začne pobijati člane ameriške odprave in ob tem njegova podoba postaja vedno bolj človeška. 
Med iskanjem načina, kako ustaviti Imhotepa, Rick, Evelyn in Jonathan srečajo Ardetha v muzeju. Ardeth domneva, da želi Imhotep ponovno oživeti Anck-su-Namun in v ta namen žrtvovati Evelyn. Evelyn ugotovi, da če je Imhotepa knjiga mrtvih oživela, ga lahko knjiga živih ubije, zato s pomočjo starih zapisov ugotovi, da je knjiga pod kupom Horusa v Hamunaptri. Imhotep jih nato napade s svojo vojsko sužnjev in Evelyn privoli, da bo šla z njim, če bo prizanesel ostalim. Imhotep obljubo prelomi, zato se Rick, Evelyn Jonathan in Ardeth Bay zadnji trenutek rešijo.
Rick prosi upokojenega vojnega pilota Winstona, da jih z letalom odpelje v mesto mrtvih. Imhotep ustvari peščeni vihar, ki jih skoraj ubije, Evelyn pa idnese v mesto, obudi mrtve svečenike in vojake in začne z obredom. Ostali uspejo najti knjigo Amona Raja. Po hudem boju z Imhotepovimi svečeniki, med katerim Rick reši Evelyn, uspejo odpreti knjigo in Evelyn z branjem enega od urokov odstrani nesmrtnost Imhotepa, nakar ga Rick ubije z mečem. 
Med tem Beni odkrije sobo z zlatimi predmeti in jih začne natovarjati na kamele. Ob tem nevede sproži past, ki povzroči rušenje mesta. Ostali se uspejo rešiti na prosto, Beni pa ostane ujet v notranjosti, kjer ga napade množica mesojedih skarabejev. Ardeth Bay se jim zahvali za pomoč in odide, Rick in Evelyn si izpovesta ljubezen, nato pa skupaj odjezdijo z Benijevim zlatom.
Imhotep, Evelyn in Beni se vrnejo v Hamunaptro, sledijo pa jim Rick, Jonathan in Ardeth. Imothep skuša žrtvovati Evelyn, vendar se ta nekako reši. Evelyn prebere knjigo živih in Imothepa naredi spet umrljivega, tako ga Rick z lahkoto ubije. Imothep zapusti svet živih in obljubi maščevanje. Med krajo predmetov iz zakladnice, Beni sproži past in se znajde sam v sobi s skarabeji, ki ga živega požrejo, Hamunaptra pa se tako sesede v tla. Ardeth odjezdi stran, Rick, Evelyn in Jonathan pa odjezdijo v sončni zahod skupaj z zakladom, ki ga je na kamele spravil Beni.

## Igralci
- Brendan Fraser kot Richard "Rick" O'Connell,                                                                                                                                                                                                                                                                                                                                                     Ameriški pustolovec, ki  je služil v Francoski tujski legiji. Producent James Jacks je ponudil vlogo Ricka O'Connella Tomu Cruisu, Bradu Pittu, Mattu Damonu in Benu Afflecku, vendar igralci niso pokazali zanimanja ali pa so imeli poln urnik. Jack in režiser Stephen Sommers sta bila navdušena nad Georgem iz džungle (George of the Jungle), ki je zaslužil ogromno denarja, z Brendanom Fraserjem v glavni vlogi. Igralec je razumel, da svojega lika ''ne sme vzeti preveč resno, saj potem občinstvo ne bi moglo iti na potovanje z njim''.
- Rachel Weisz kot Evelyn "Evie" Carnahan,                                                                                                                                                                                                                                                                                                                                                        Nerodna, vendar izjemno inteligentna egiptologinja. Evelyn se odloči za odpravo v Hamunaptro, da bi našla starodavno knjigo. Lik je bil poimenovan po Lady Evelyn Carnarvon, hčerki egiptologa Lorda Carnarvona, ki sta bila oba prisotna ob odkritju Tutankamonove grobnice leta 1922. Rachel Weisz ni bila velika ljubiteljica grozljivk, vendar filma ni videla kot grozljivko. Pravzaprav ga je primerjala s stripom.

- Arnold Vosloo kot Imhotep / mumija,                                                                                                                                                                                                                                                                                                                                                                  Faraonov visoki svečenik in eden izmed najbolj zaupnih svetovalcev faraona Setija I, vendar je izdal svojo zvestobo za ljubezen do Anck-su-namun. Tako je bil preklet in obsojen na počasno smrt za svojo izdajo, vendar je oživel po 3000 letih. Južnoafriški igralec Vosloo je povedal, da je iz Imhotepovega vidika, to zgodba enaka kot o Romeu in Juliji.
- John Hannah kot Jonathan Carnahan,                                                                                                                                                                                                                                                                                                                                                                        Evelynin neumen starejši brat, ki si želi le obogateti. Za odhod v Hamunaptro se odloči šele, ko ga Evelyn poduči, da je to najbrž mesto, kjer so faraoni skrili ''zaklade Egipta''. Jonathan je tudi tat, saj ukrade Ricku ključ, ki je potreben za odprtje knjige, prav tako ukrade enak ključ Imhotepu, med filmskim zadnjim spopadom.
- Kevin J. O'Connor kot Beni Gabor,                                                                                                                                                                                                                                                                                                                                                                      Nekdanji vojak Francoske tujske legije, kot Rick. Beni je obseden z zakladi, vendar izjemno strahopeten in obenem preračunljiv. Tako izda svoje sodelavce, ko se soočajo z Imhotepovim besom. Imhotep ga vzame za služabnika, ko prepozna ''jezik sužnjev'' med Benijevo molitvijo v hebrejščini.
- Jonathan Hyde kot dr. Allen Chamberlain,                                                                                                                                                                                                                                                                                                                                                           Britanski egiptolog, ki vodi ameriško odpravo.
- Oded Fehr kot Ardeth Bay,                                                                                                                                                                                                                                                                                                                                                                                      Potomec Medjajev in zaščitnik mesta.
- Erick Avari kot dr. Terrence Bey,                                                                                                                                                                                                                                                                                                                                                                            Kurator muzeja in prav tako medjai.
- Patricia Velásquez kot Anck-Su-Namun,                                                                                                                                                                                                                                                                                                                                                               Skrivna Imhotepova ljubica in žena faraona Setija I. Noben drug moški se je ni smel dotakniti. Ob faraonovem odkritju njenega razmerja z Imhotepom sodeluje pri uboju faraona in naredi samomor.
- Bernard Fox kot kapetan Winston Havlock,                                                                                                                                                                                                                                                                                                                                                             Rickov zaveznik in vojni pilot, ki je služil kraljevim letalcem med prvo svetovno vojno. Po vojni utaplja dolgčas v alkoholu in si želi akcije, ne glede na posledice. Umre ob strmoglavljenju letala med zasledovanjem Imhotepa.
- Omid Djalili kot Warden Gad Hassan,                                                                                                                                                                                                                                                                                                                                                               Zaporniški nadzornik, ki osvobodi Ricka, potem ko mu Evelyn ponudi del zaklada, ki ga najdejo v mestu mrtvih, zato se pridruži odpravi, da bi zavaroval svojo naložbo. V mestu mrtvih mu v telo vstopi eden od mesojedih skarabejev in ga ubije.
- Stephen Dunham, Corey Johnson in Tuc Watkins kot Isaac Henderson, David Daniels in Bernard Burns,                                                                                                                                                                                                                                                            Trije ameriški lovci na zaklade.

## Odziv in nadaljevanja
Mumija je izšla 7. maja 1999 in je v samem začetku v 3210. kinematografih po ZDA zaslužila več kot 43 milijonov USD ter tako postala veliko presenečenje. Po svetu pa je film zaslužil več kot 416 milijonov USD. Zaradi takšnega uspeha je leta 2001 sledilo nadaljevanje Mumija se vrača (The Mummy Returns), vključno z animirano serijo Mumija (The Mummy: The Animated Stories) in Kraljem škorpijonov (The Scorpion King), ki se navezuje na Mumija se vrača. Sedem let kasneje, 1. avgusta 2008, je izšlo tretje nadaljevanje Mumija: Grobnica zmajskega cesarja (The Mummy: Tomb of the Dragon Emperor). Universal Pictures je leta 2004 poleg tega odprl vlak smrti Maščevanje mumije (Revenge of the Mummy). Roman za film in njegova nadaljevanja je napisal Max Allan Collins.